# 特赦

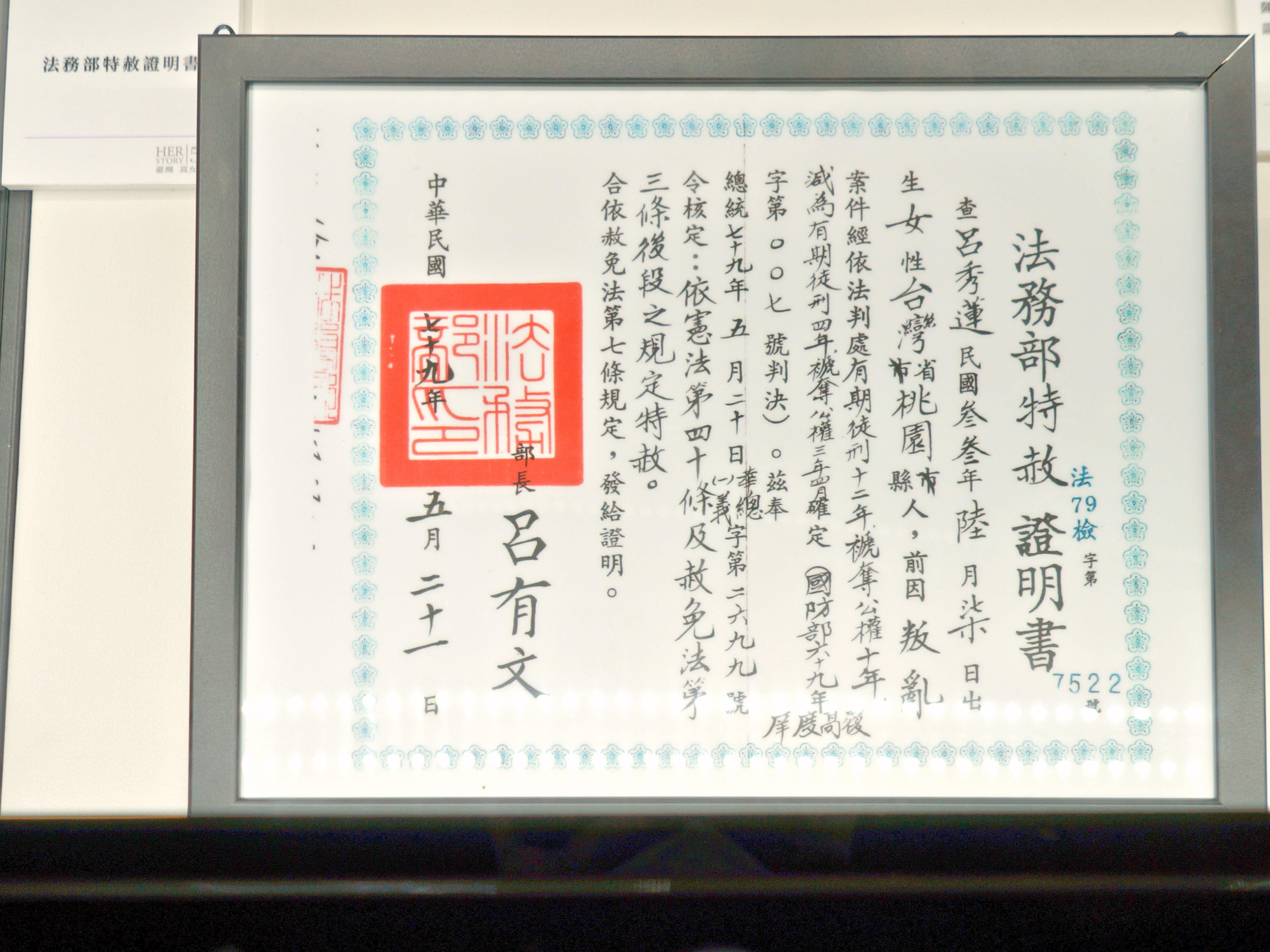
中華民國法務部頒予呂秀蓮之特赦證明書

特赦指以行政權免除罪犯全部或部分的刑罰，通常由國家元首行使。宋代以前中國即存在特赦，有所謂「八議」之同罪異罰之說。學者認為特赦權的開始始於19世紀的英國君主，在司法獨立以及國會擴權的時代，是少數專屬於君主的特權之一。
在不同的国家里，不同的人或组织有下达特赦令的权利，比如国家元首或者议会。在不同国家里对特赦令的定义和理解也各不相同。比如有些国家中（如德国），对个人和对一群人的特赦令有不同的称呼和定义。在有些国家里，特赦令虽然免除被特赦的人的服刑期或服刑的重度，但它并不表示该人已经无罪了。在另一些国家中，特赦令也免除被特赦者的罪行。減刑及其他從寬處分（clemency）的作為，與特赦相關；另外特赦與寬恕的概念也相關，英語中指稱「赦免」的Pardon一詞，和指稱「原諒」的forgiveness被一些字典給列為同義詞。
某些情況下，法官也會替被告求情，建議國家元首對被告施以特赦。例如，2020年，臺灣發生79歲陳姓老父悶死照顧50年腦麻病女的刑案。本案經臺北地方法院合議庭審理後，認定陳姓被告之行為成立《中華民國刑法》第271條第1項所定之殺人罪及《家庭暴力防治法》第2條第2款所稱家庭暴力罪。同時，法院認為被告雖可依自首減刑之規定，使殺人罪原定10年刑期減輕至5年，但慮及本案具體細節及行為背景，若科處5年有期徒刑，仍有責罰過重之虞，因此依《中華民國刑法》第59條規定，認本案情節顯可憫恕，再予減刑，改判有期徒刑2年6月。合議庭並於判決書中籲請時任總統蔡英文考慮發布特赦令。

## 颁布特赦令原因
颁布特赦令的原因一般有以下几种：
- 对过去当权者或其助手的特赦令，过去的政府及其政治在一种新的体系下被視為非法，但为了保持国家的稳定和团结，特赦过去政府及其雇员的罪行。中华人民共和国、大韓民國、柬埔寨（对红色高棉）、南非、智利等国家均曾於近代特赦其过去的当权者。
- 为了使得一个地区或国家获得和平，而对所有非法武装组织成员或恐怖组织成员給予的特赦令。在阿富汗、伊拉克等国家施行过这样的特赦令。
- 古代封建王朝會因一定的庆祝活动而对部分（一般罪行比较轻的）罪犯發布特赦令，这样的庆祝活动比如新任君主登基，大赦天下、君主生日、皇室成員大婚、周年的国庆日、战胜纪念日等等。
- 由于法律的更改过去被按法律判刑的人可能按新的法律成为无罪的人。在有些国家里这些人可以被特赦，在其它国家里也可能有其它的机构可以保证他们不必继续服刑。
- 解決某些司法無法解決的問題，例如女皇訴杜德利與斯蒂芬案，及與臺灣原住民文化有關的王光祿案等。

## 特赦實例

### 中華民國
依據《中華民國憲法》第40條，總統得依法行使大赦、特赦、減刑及復權之權，並依據《赦免法》執行之。
- 1937年1月4日，國民政府主席林森特赦西安事变策动者张学良[8]。
- 1961年10月30日，總統蔣中正特赦過失犯罪的蔡興。
- 1965年11月3日，總統蔣中正特赦彭明敏。
- 1990年5月20日，總統李登輝特赦美麗島事件27人。
- 2000年12月10日，總統陳水扁特赦因宗教而拒服兵役等19人、工運曾茂興、蘇炳坤。
- 2007年6月21日，總統陳水扁特赦白米炸彈客楊儒門。
- 2021年5月20日，總統蔡英文特赦布農族原住民獵人王光祿[9]。
- 2022年4月22日，總統蔡英文特赦中華民國陸軍花東防衛指揮部前少將參謀長韓豫平與侍從士張淯森[10]。

### 中华人民共和国
国家主席刘少奇曾经在1959年至1966年间发布六次特赦令。历次特赦释放人员包括原属于蒋介石集团、满洲国、蒙疆自治政府的战争罪犯、反革命罪犯和普通刑事罪犯。以下名单中列出获得特赦的原属于蒋介石集团、满洲国、蒙疆自治政府的战争罪犯。获得特赦的反革命罪犯和普通刑事罪犯暂不列入。至1975年，因国家主席一职被废除，改由中共中央主席毛泽东发布。

### 古代中國

#### 唐朝
- 清赵翼《瓯北诗话·杜少陵诗》引《朝野佥载》记载唐玄宗特赦安禄山之事：“帝特谓曲江曰：‘卿无以王衍知石勒故事，而害忠良。’遂特赦之。”

#### 宋朝
- 《宋史·河渠志三》：“知县宋炎亡匿不敢出，特赦其罪。”

### 緬甸
- 緬甸軍政府於2021年緬甸傳統新年特赦2.3萬名囚犯[11]。

### 伊朗
- 2023年2月，伊朗以伊朗伊斯兰革命周年紀念的名義特赦了逾萬囚犯，其中包括了部分因参加頭巾示威的被拘捕的示威者。但伊朗官员称，大赦并不适用于为外国从事间谍活动、与外国情报机构有直接接触、故意杀人或伤人，以及故意破坏政府、军队或公共财物者。卫报认为对特赦范围的限制表明当局可能只对释放政治动机极小的政治犯感兴趣，伊朗人权组织称此次特赦为虚假的政治宣传。[12][13]

### 泰國
- 2023年9月1日，泰國國王玛哈·哇集拉隆功批准了他信·欽那瓦的特赦申请，将其刑期减轻至一年。[14]

### 马来西亚
- 2018年5月16日，馬來西亞最高元首莫哈末五世根据联邦宪法第42条，在吉隆坡、纳闽和布城特赦局的建議下，御准安华的特赦申请，并允许安华从吉隆坡、纳闽和布城特赦局开会的日期起，即日获释。[15]

- 2024年2月2日，前首相拿督斯里纳吉的刑罚获得减半，即监禁12年减至6年，罚款2亿1000万令吉减至5000万令吉，若无法缴交罚款，监禁刑期增加一年。[16]

## 各国特赦机构

### 马来西亚
依联邦宪法第42条，统治者有特赦之权，可以免除、减刑或缓刑。有统治者的州属，特赦权属于该州统治者；没有统治者的州属和联邦直辖区，特赦权属于国家元首。
特赦局由统治者或国家元首主持，一般由5名成员组成，任期3年。在统治者的许可下，得连任，其成员有：
- 总检察长 （可书面授权他人）
- 该州州务大臣/首席部长（注：联邦直辖区由掌管联邦直辖区的部长履行职权，如无设立联邦直辖区部长，则由首相署领导人，即首相担任）
- 其他成员（身份保密；由国家元首或苏丹任命，其身份不能是民选国会议员及州议员，最多3人）[17]

特赦局收到特赦申请后，由总检察长在会议上提出，由统治者考虑成员意见后做出决定。由于特赦是联邦宪法赋予统治者的权力，其结果不能被挑战，但也因为特赦局没有上诉程序的明文规定，囚犯不满意特赦结果是有权上诉的。

## 类似情况
- 曲赦，与大赦相对，仅赦免某些特定地区。

## 延伸阅读
[在维基数据编辑]
 《欽定古今圖書集成·經濟彙編·祥刑典·赦宥部》，出自陈梦雷《古今圖書集成》